# Witostowice
Witostowice (niem. Schönjohnsdorf) – wieś w Polsce położona w województwie dolnośląskim, w powiecie ząbkowickim, w gminie Ziębice, u stóp Wzgórz Strzelińskich.
| SIMC    | Nazwa   | Rodzaj     |
| ------- | ------- | ---------- |
| 0856988 | Zakrzów | przysiółek |

## Toponimia
Nazwę miejscowości w zlatynizowanej formie Withostowizi notuje wraz z sąsiednimi wsiami jak np. Raczyce, Skalice oraz Jaworowice spisana po łacinie w latach 1269–1273 Księga henrykowska: "Sed sciendum, quod nunc in ipso territorio Colacsowe consistunt nunc quedam villule, quarum nomina sunt hec: Withostowizi cum suo circuitu, Rascizhci, Scalizci, Iauorowizi".

## Historia
Wedle Księgi przed 1208 r. obszar ten należał do kmiecia książęcego o imieniu Kołacz, który miał tutaj posiadać swój gródek, a terytorium to nazywano Kołaczowem. W 1222r. Witostowice wchodziły w skład uposażenia klasztoru cystersów z Henrykowa. W 1328r. z rąk zakonników otrzymał wioskę Witzko von Johnsdorf.

## Zabytki

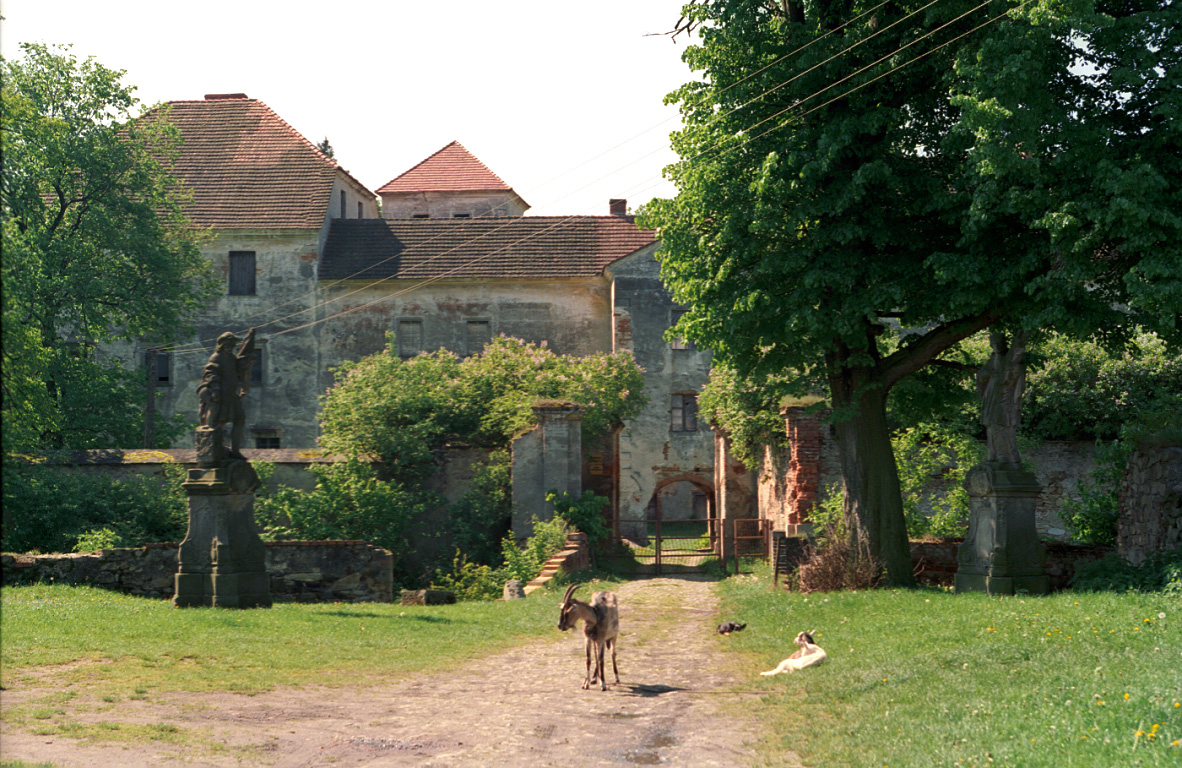
Wejście do zamku

Do wojewódzkiego rejestru zabytków wpisany jest:
- zespół zamkowy, z XVI-XIX wieku
  - zamek wodny, powstał w pierwszej połowie XIV wieku[11], początkowo założenie składało się z budynku mieszkalnego, kaplicy, wieży, budynków gospodarczych otoczonych murem i fosą[12]. Zamek był kilkakrotnie przebudowywany w XVI i XVII w. Powstał wówczas regularny układ zbliżony do kwadratu. W obrębie zamku znajdują się budynki mieszkalne i gospodarcze składające się na trzy skrzydła, otoczone fosą. Z czwartej strony dziedziniec zamyka mur kurtynowy z dwóch stron zakończony kolistymi basztami[12]. Obecnie zamek przeznaczony jest do sprzedaży[13]
  - park otoczony murem

## Szlaki turystyczne
- Niebieski:  Ząbkowice Śląskie - Bobolice - Cierniowa Kopa - Zameczny Potok - Muszkowicki Las Bukowy - Muszkowice - Henryków - Raczyce - Witostowice - Nowolesie - Nowoleska Kopa - Kalinka - Nowina - Dzierzkowa - Siemisławice - Przeworno – Krzywina – Garnczarek – Skrzyżowanie pod Dębem – Biały Kościół[14]